# Patrimoni dell'umanità della Papua Nuova Guinea
I patrimoni dell'umanità della Papua Nuova Guinea sono i siti dichiarati dall'UNESCO come patrimonio dell'umanità in Papua Nuova Guinea, che è divenuta parte contraente della Convenzione sul patrimonio dell'umanità il 28 luglio 1997.
Al 2022 un solo sito è iscritto nella Lista dei patrimoni dell'umanità: il sito agricolo primordiale di Kuk, scelto nel 2008 in occasione della trentaduesima sessione del comitato del patrimonio mondiale. Sette sono invece le candidature per nuove iscrizioni.

## Siti del Patrimonio mondiale
| Foto | Sito                             | Luogo                                 | Tipo                     | Anno | Descrizione |
| ---- | -------------------------------- | ------------------------------------- | ------------------------ | ---- | --- |
|      | Sito agricolo primordiale di Kuk | Provincia degli Altopiani Occidentali | Culturale (887; iii, iv) | 2008 | Il sito copre 116 ettari di paludi negli altopiani occidentali della Nuova Guinea a 1 500 metri sul livello del mare. Gli scavi archeologici hanno rivelato il paesaggio di bonifica delle zone umide lavorate quasi ininterrottamente per 7 000 e forse per 10 000 anni. Contiene resti archeologici ben conservati che dimostrano il salto tecnologico dallo sfruttamento delle piante all'agricoltura circa 6 500 anni fa. È un ottimo esempio di trasformazione delle pratiche agricole nel tempo, dalla coltivazione dei cumuli al prosciugamento delle zone umide attraverso lo scavo di fossi con attrezzi di legno. Kuk è uno dei pochi luoghi al mondo in cui le prove archeologiche suggeriscono uno sviluppo agricolo indipendente e cambiamenti nella pratica agricola in un periodo di tempo così lungo. |

## Siti candidati
| Foto | Sito                                                                            | Luogo                                                                                                | Tipo                                          | Anno       | Descrizione |
| ---- | ------------------------------------------------------------------------------- | --- | --------------------------------------------- | ---------- | --- |
|      | Bacino del fiume Kikori / Great Papuan Plateau                                  | Provincia degli Altopiani del Sud, Provincia degli Altopiani Occidentali, Provincia del Golfo        | Misto (5060; iii, iv, v, vii, viii, ix, x)    | 06/06/2006 | Il bacino del fiume Kikori / Great Papuan Plateau comprende oltre due milioni di ettari, pari a oltre il 6% della massa continentale del paese. Ci sono pochi paesaggi in Melanesia con caratteristiche così spettacolari tra cui il vulcano spento del Monte Bosavi, il carsismo degli estesi calcari di Darai, la notevole gola del Hegigio e le spettacolari cascate del Wassi e del Wawoi. Il bacino di Kikori / Great Papuan Plateau contiene uno dei più grandi tratti rimasti di foresta indisturbata nell'emisfero australe e comprende quasi tutti i tipi di foresta presenti in Papua Nuova Guinea. |
|      | Kokoda Track e Monti Owen Stanley                                               | Provincia Centrale, Provincia di Oro                                                                 | Misto (5061; iii, v, vi, vii, x)              | 06/06/2006 | Il sito copre una parte significativa dei Monti Owen Stanley vicino a Port Moresby e potenzialmente include il Kokoda Track, l'altopiano di Managalas e la regione del Monte Victoria e del Monte Albert Edward. I Monti Owen Stanley, attraverso il quale passa il Kokoda Track, costituiscono una delle aree biologicamente più importanti dell'Asia Pacifica. |
|      | Complesso Trans-Fly                                                             | Provincia Occidentale                                                                                | Misto (5062; v, vi, x)                        | 06/06/2006 | Il sito a cavallo del confine tre Papua Nuova Guinea e Indonesia è costituito da una regione pianeggiante di savane, zone umide e habitat forestali monsonici di oltre 10 milioni di ettari. L'area ospita alcune delle zone umide più grandi e integre della regione dell'Asia Pacifica. Combinato con il sito del patrimonio mondiale di Kakadu, rappresenta l'unico ambiente del suo genere in Australasia. Milioni di uccelli abitano le pianure alluvionali dei fiumi che scorrono lentamente e le savane e le foreste monsoniche circostanti hanno caratteristiche uniche. |
|      | Paesaggio marino della baia di Milne (gioielli pacifici di biodiversità marina) | Distretto di Samarai-Murua                                                                           | Misto (5063; iii, v, vii, viii, ix, x)        | 06/06/2006 | Questo sito seriale comprende cinque atolli corallini in gran parte disabitati e isole con numerosi sistemi di barriere coralline (Bramble Heaven, Conflict Group, Isola di Lunn, Isole Jormard e Samarai), che sono attualmente proposti come aree marine protette. Il sito copre una gamma di variazioni nell'ecosistema e negli habitat della barriera corallina, oltre a comprendere una rotta marittima internazionale con molti relitti di navi presso Bramble Haven e le Isole Jormard e i fari di navigazione verso l'isola di Samarai, una città coloniale in Papua. |
|      | Sublimi paesaggi carsici della Papua Nuova Guinea                               | Provincia degli Altopiani del Sud, Provincia della Nuova Britannia Orientale, Distretto di North Fly | Misto (5064; v, vii, viii, ix, x)             | 06/06/2006 | Questo sito seriale comprende tre formazioni geologiche i cui fenomeni carsici sono particolarmente spettacolari: i Monti Nakanai, il altopiano di Muller e i Monti Hindenburg. I Monti Nakanai sono un'area di straordinaria bellezza naturale dominata da un gruppo di spettacolari vulcani. La superficie dell'altopiano di Muller è estremamente inospitale e difficile da attraversare. I monti Hindenburg presentano una morfologia ricca e complessa: i calcari di Darai sono molto variegati e intercalati con scisti e siltiti. Le gigantesche scarpate del muro di Hindenburg e dei Monti Bahrman danno origine a sistemi unici di movimento dell'aria che a loro volta hanno scolpito la superficie rocciosa. |
|      | Bacino del fiume Sepik superiore                                                | Provincia del Sepik Orientale, Provincia di Sandaun                                                  | Misto (5065; i, iii, iv, v, vii, viii, ix, x) | 06/06/2006 | Il sito copre il corso medio e superiore del bacino del fiume Sepik, comprese le pendici della Cordigliera centrale e potenzialmente i Monti Torricelli e Prince Alexander. Il fiume Sepik, lungo 1 126 km e con un bacino di 7,7 milioni di ettari, è il più grande sistema d'acqua dolce non inquinato della Nuova Guinea e tra i bacini d'acqua dolce più grandi e intatti dell'Asia Pacifica. I diversi habitat del bacino sono considerati globalmente significativi secondo molteplici indici di biodiversità. |
|      | Terrazze di Huon - Scalinata verso il passato                                   | Provincia di Morobe                                                                                  | Misto (5066; iii, v, vii, viii, ix, x)        | 06/06/2006 | La caratteristica più significativa della penisola di Huon è la notevole sequenza di terrazze costiere, particolarmente ben espressa e conservata presso Sialum. Queste non sono solo spettacolari, certamente la più bella sequenza di tali terrazze al mondo, ma hanno dimostrato di essere di immenso valore come testimonianza della storia geoclimatica della regione del Pacifico (e persino del mondo) negli ultimi 300 000 anni; per questo hanno attirato molta attenzione e la ricerca su di loro è stata continua. |